# LuLu
LuLu（ルル）は日本のヴィジュアル系バンド。医療をコンセプトにしたことから、「医療系ヴィジュアルバンド」と呼ばれるようになる。

## 概要
2005年初頭に、たぁ院長とYu-ki医師を中心に結成。結成当初は『LuLu総合病院』という名前だった。医療系ヴィジュアル系バンドの一つであり、ライブを「診察会」、ファンを「クランケ」と医療用語を用いるなどの独自性を持つ。
2008年4月23日にアルバム『Dr.ステルベン』の発売を以て日本クラウンよりメジャーデビュー。また、デビューに伴って渋谷で一日限りの献血促進キャンペーンを行い、一部のメディアでも報道された。
2009年2月24日たぁ院長以外の全てのメンバーがそれぞれ開業（脱退）
2009年3月 より新医師団（メンバー）ユキ医師・さゆき医師・隆佑医師・真己医師を迎えLuLu2期として活動を開始する。
2010年ソルブレッドにレーベルを移す。
2012年1月23日、TBS系列「カミスン!」に生出演した。
2012年12月29日、耳鼻咽喉科 隆佑医師の開業に伴い活動停止
2013年 皮膚科 まーつん医師を迎えLuLu3期始動
2013年夏、台湾公演を含めた極東亜細亜単独総回診が行われた。
2014年1月19日、再びたぁ院長以外の全てのメンバーがそれぞれ開業（脱退）し、無期限活動休止。
2014年7月6日、2012年12月29日に開業(脱退)した耳鼻咽喉科隆佑医師を再び迎え、たぁ院長・ユキ医師・真己医師で再活動。
現在も月に1度ペースで上記のメンバーで診察会が行われている。

## 経歴
- 2000年、大学の軽音サークルでバンド結成。
- 2002年、バンド上京。メンバーチェンジを繰り返す。

現在(2014年)までのオリジナルメンバーはたぁのみ。
- 2005年、ヴィジュアルスタイルを医療関連に定め、ステージ衣装は白衣、バンドは「縷々総合病院(るる そうごうびょういん)」となる。

ヴィジュアル系バンドならではの追求スタイルから、バンドを“総合病院”、観客を“患者”、ライヴを“診察会”など、音楽専門用語を自らのテーマに言い方に置き換える。(そのやり方が、後にメジャーデビュー目前、各スポーツ新聞に小面積だが掲載される。メンバーの間でも賛否両論となる。)
11月27日、初の主催診察会(=ワンマンライヴ)を開催する。
- 2006年、インディーズからシングル2枚、アルバム1枚をリリース。
- 2006年12月25日、六本木Y2Kのクリスマスライヴにて、ライヴ前アナウンスを担当している声優が、第6のメンバーとして登場した。
- 2007年4月、初の東名阪ツアーを敢行。定期的となる。

拠点としている池袋CYBERのカウントダウンライヴ大トリを任され、横浜赤レンガ倉庫での「stylish wave COUNT DOWN 07-08」にも出演を果たす。
- 2008年、日本クラウンから、1stアルバム「Dr.ステルベン」でメジャーデビュー。

7月、シングル「毒」「薬」を2枚同時リリース。
8月、2ndアルバム「日本医療革命」をリリース。
11月、インディーズ時代の3作品が再発。
- 2009年2月、現医師団による最後の診察会（当時のメンバーによるラストライヴ）が開催。

3月 新生LuLuのライヴ開催予定。
- 2011年12月 たぁの入院により、一時活動休止。しかし実際には入院いなかったことが判明。
- 2012年

12月29日　Ba.隆佑 開業（脱退）これに伴い活動休止(池袋CYBER)
- 2013年

3月1日Ba.まーつん（皮膚科） 加入
5月7日3期になり活動再開(池袋EDGE)
極東亜細亜単独総回診で台湾から単独診察会で全国を回る
- 2017年～現在 主に対バン等で活動中

## メンバー
- 外科:たぁ院長（9月21日 - ）：秋田県出身
  - Part:Vocal
- 内科:ユキ医師（2月28日 - ）宮城県出身
  - Part:Guitar
- 耳鼻咽喉科:隆佑医師（1月24日 - ）：千葉県出身
  - Part:Bass
- 眼科:真己医師（3月25日 - ）
  - Part:Drums

### 旧メンバー
- 精神科:達郎医師
  - Part:Guitar
- 内科:戒斗医師
  - Part:Guitar
- 小児科:Yu-ki医師
  - Part:Bass
- 口腔外科:抄成医師
  - Part:Drums
- 精神科:さゆき医師（10月17日 - ）：東京都出身
  - Part:Guitar
- 皮膚科:まーつん医師
  - Part:Bass

## ディスコグラフィー

### インディーズ

#### シングル
1. 精神鎮痛剤（2006年5月12日）
  - 2nd Press2007年8月20日発売
2. 現実不感症（2006年9月27日）

#### アルバム
1. 第零集中治療室（2007年4月14日）

### メジャー

#### シングル
1. 薬（2008年7月23日） オリコンインディーズチャート初登場6位、オリコンメジャーチャート初登場144位
2. 毒（2008年7月23日） オリコンインディーズチャート初登場7位、オリコンメジャーチャート初登場145位
3. 精神鎮痛剤（2008年11月5日）
4. 現実不感症（2008年11月5日）
5. ウイルス（2010年2月10日）オリコンインディーズチャート初登場12位、オリコンメジャーチャート初登場177位
6. 胎動（2010年7月14日）オリコンインディーズチャート初登場14位、オリコンメジャーチャート初登場162位
7. 被験者No.049（2011年7月27日）
8. 0と1の距離（2011年11月23日）オリコンインディーズチャート初登場19位

### ミニアルバム
1. Dr.ステルベン（2008年4月23日）オリコンメジャーチャート初登場146位
2. 死期彩色（2009年4月8日）オリコンメジャーチャート初登場291位
3. 改体旧書（2012年3月28日）
  - セルフカバーミニアルバム
4. 改体新書（2012年4月25日）

### アルバム
1. 日本医療革命（2008年8月6日）オリコンメジャーチャート初登場208位
2. 第零集中治療室（2008年11月5日）

### DVD
1. 0と1の距離=∞ ~東京病棟~（2012年2月29日）

## LuLu用語
バンドで使われる用語は、バンドのスタイルでもある医療に関した用語に言い換えられている。新聞などでは「ルル語」として紹介されるが、メンバーは一度もルル語とは発していない。
- プロジェクト=総合病院
- バンド=医師団
- メンバー=担当医
- バイオグラフィ=医療実績
- 観客=(クランケ)患者
- ライヴ=診察会
- パート=専科
- 演奏=投薬
- 新曲=新薬
- 物販=薬局

etc.